# Xi Aihua
Xi Aihua (奚愛華T, 奚爱华S, Xī ÀiHuáP; Shouguang, 27 gennaio 1982) è una canottiera cinese, vincitrice della medaglia d'oro nel 4 di coppia alle Olimpiadi di Pechino 2008.

## Palmarès
- Olimpiadi

Pechino 2008: oro nel 4 di coppia.